# Stevenage Football Club
Lo Stevenage Football Club è la società calcistica inglese con sede nella città di Stevenage, in Hertfordshire. Il club milita attualmente nella Football League One. Gioca le partite casalinghe nello stadio di Broadhall Way.

## Storia
Il club è stato fondato nel 1976.
Nelle stagioni 2006–2007 e 2008–2009 ha vinto l'FA Trophy, coppa in cui invece nelle stagioni 2001-2002 e 2009-2010 è stato finalista perdente e nella stagione 1996-1997 semifinalista.
Nella stagione 2022-2023 conquista un secondo posto in Football League Two, con conseguente promozione in terza divisione.

## Allenatori
- Richard Hill (1998-2000)
- John Dreyer (2003)
- Mark Stimson (2006-2007)
- Peter John Taylor (2007-2008)
- Gary Smith (2012-2013)
- Teddy Sheringham (2015-2016)
- Dino Maamria (feb. 2018- set. 2019)
- Mark Sampson (2019) (interim)
- Alex Revell (2020-2021)
- Paul Tisdale (2021-mar. 2022)
- Steve Evans (mar. 2022-)

## Rosa 2024-2025
| N. |                              | Ruolo | Calciatore          |
| -- | ---------------------------- | ----- | ------------------- |
| 1  | Inghilterra (bandiera)       | P     | Taye Ashby-Hammond  |
| 2  | Antigua e Barbuda (bandiera) | D     | Luther Wildin       |
| 3  | Inghilterra (bandiera)       | D     | Dan Butler          |
| 4  | Francia (bandiera)           | C     | Nathan Thompson     |
| 5  | Inghilterra (bandiera)       | D     | Carl Piergianni     |
| 6  | Inghilterra (bandiera)       | D     | Dan Sweeney         |
| 7  | Inghilterra (bandiera)       | C     | Nick Freeman        |
| 8  | Inghilterra (bandiera)       | C     | Jake Forster-Caskey |
| 9  | Scozia (bandiera)            | A     | Louis Appéré        |
| 10 | Inghilterra (bandiera)       | C     | Dan Kemp            |
| 11 | Inghilterra (bandiera)       | C     | Jordan Roberts      |
| 12 | Inghilterra (bandiera)       | A     | Tyreece Simpson     |
| 13 | Inghilterra (bandiera)       | P     | Murphy Cooper       |
| 14 | Inghilterra (bandiera)       | D     | Kane Smith          |

| N. |                              | Ruolo | Calciatore      |
| -- | ---------------------------- | ----- | --------------- |
| 15 | Inghilterra (bandiera)       | D     | Charlie Goode   |
| 16 | Inghilterra (bandiera)       | D     | Lewis Freestone |
| 17 | Inghilterra (bandiera)       | C     | Elliott List    |
| 18 | Inghilterra (bandiera)       | C     | Harvey White    |
| 19 | Irlanda del Nord (bandiera)  | A     | Jamie Reid      |
| 20 | Scozia (bandiera)            | A     | Aaron Pressley  |
| 22 | Trinidad e Tobago (bandiera) | C     | Daniel Phillips |
| 23 | Galles (bandiera)            | C     | Louis Thompson  |
| 25 | Australia (bandiera)         | P     | Dean Bouzanis   |
| 26 | Galles (bandiera)            | C     | Eli King        |
| 27 | Scozia (bandiera)            | A     | Ken Aboh        |
| 30 | Inghilterra (bandiera)       | A     | Jake Young      |
|    | Inghilterra (bandiera)       | D     | Owen Cochrane   |
|    | Inghilterra (bandiera)       | P     | Rylee Mitchell  |

## Palmarès

### Competizioni nazionali
- National League: 2

1995-1996, 2009-2010
- FA Trophy: 2

2006–2007, 2008–2009
- Isthmian League: 1

1993-1994

### Competizioni regionali
- Herts Senior Cup: 1

2008–2009
- Isthmian League
  - Division One champions: 1991–92
  - Division Two North champions: 1985–86 ,1990–91

- United Counties League
  - Division One champions: 1980–81
  - League Cup winners: 1980

### Altri piazzamenti
- Campionato inglese di quarta divisione:

Vittoria play-off: 2010-2011
- National League:

Terzo posto: 1996-1997